# Mercado de São José
O Mercado de São José é um mercado público do Recife, capital de Pernambuco. Inaugurado em 1875, é o segundo mais antigo mercado público do Brasil, 5 anos após o Mercado Público de Porto Alegre, e o primeiro edifício pré-fabricado em ferro no país. Localizado no bairro de São José, foi inspirado no mercado público de Grenelle, em Paris, tendo a mesma estrutura neoclássica dos mercados europeus do século XIX.

## História
O local onde foi montado o Mercado de São José abrigava antes o Sítio dos Coqueiros, depois chamado Largo da Ribeira do Peixe. No começo do século XIX, o governador de Pernambuco D. Tomás José de Melo ordenou a construção, no largo, do Mercado da Ribeira do Peixe, um conjunto de barracos que comercializavam frutas, verduras e peixes.
Em 1871, a Câmara de Vereadores do Recife encomendou o projeto de um mercado para a região. Louis Léger Vauthier, o autor do projeto, se inspirou no mercado de Grenelle, em Paris. A obra foi inaugurada em 7 de setembro de 1875.
O Mercado já passou por várias reformas: em 1906, com duração de dez meses, em 1941, com a substituição das venezianas por cobogós, e em 1989, após um grave incêndio que destruiu parte do mercado. A reinauguração ocorreu apenas em 1994.
O Mercado de São José foi tombado patrimônio histórico pelo IPHAN.

## Estrutura
O Mercado possui os seguintes dados:
- Área: 3541 metros quadrados
- Frente: 48,88 metros
- Fundo: 75,44 metros
- Boxes: 547